# Михайлов, Леонид Кондратьевич
Леонид Кондратьевич Михайлов (1834—1901) — генерал-лейтенант, герой русско-турецкой войны 1877—1878 годов.

## Биография
Родился 8 января 1834 года. Начальное образование получил в Полоцком кадетском корпусе и Дворянском полку, из которого выпущен 13 августа 1853 года поручиком во Владимирский пехотный полк.
В 1854—1855 годах Михайлов находился в составе войск Крымской армии и Севастопольского гарнизона. 8 сентября 1854 года в сражении на реке Альме он был ранен штуцерной пулей в ногу, однако строя не оставил.
11 февраля 1855 года за боевые отличия Михайлов был переименован в подпоручики гвардии и переведён в лейб-гвардии Волынский полк. В 1859 году Михайлов поступил в Николаевскую академию Генерального штаба, по окончании курса в которой в 1861 году вернулся в свой полк. 17 октября 1860 года произведён в поручики.
В начале восстания в Польше в 1863 году Михайлов находился в Варшавском военном округе и принял участие в начальных сражениях при подавлении восстания, 14 мая произведён в штабс-капитаны. В сентябре того же года он был командирован во 2-е военное Константиновское училище, где принял под командование роту учащихся. На этой должности он оставался до марта 1866 года, когда был переведён в Генеральный штаб. 10 сентября назначен старшим адъютантом штаба 9-й пехотной дивизии и произведён в капитаны, с декабря состоял старшим адъютантом штаба Одесского военного округа. 16 апреля 1867 года получил чин подполковника. В 1868 году Михайлов был назначен начальником штаба 10-й пехотной дивизии и 17 апреля 1870 года произведён в полковники.
3 марта 1877 года Михайлов получил в командование 7-й гренадерский Самогитский полк, во главе которого сражался с турками в Болгарии. Отличился при третьем штурме Плевны.
8 июля 1879 года Михайлов был назначен в распоряжение временного Одесского генерал-губернатора. 15 мая 1883 года произведён в генерал-майоры с зачислением по Генеральному штабу и оставлением в прежней должности. 9 декабря того же года он был назначен начальником штаба 6-го армейского корпуса, с 2 августа 1884 года был начальником штаба 7-го армейского корпуса, с 31 марта 1890 года занимал такую же должность в 8-м армейском корпусе.
9 февраля 1894 года назначен начальником 52-й пехотной резервной бригады. 14 мая 1896 года произведён в генерал-лейтенанты.
Скончался в Одессе 2 марта 1898 года, из списков исключён 13 марта.

## Награды
Среди прочих наград Михайлов имел ордена:
- Орден Святой Анны 3-й степени с мечами и бантом (1855 год)
- Орден Святого Станислава 2-й степени (1864 год)
- Орден Святой Анны 2-й степени (1874 год)
- Золотая сабля с надписью «За храбрость» (29 июля 1878 года)
- Орден Святого Владимира 4-й степени с бантом (1879 год, за беспорочную выслугу 25 лет в офицерских чинах)
- Орден Святого Владимира 3-й степени с мечами (1879 год)
- Орден Святого Станислава 1-й степени (1888 год)
- Орден Святой Анны 1-й степени (30 августа 1894 года)